# NGC 3333
NGC 3333 é uma galáxia espiral da constelação da Máquina Pneumática. Possui uma magnitude aparente de 13,1, uma declinação de -36º 02' 12" e uma ascensão reta de 10 horas 39 minutos 49,7 segundos.